# Robinia
- Commons
- Wikispecies

Robínia (Robinia) é um género botânico pertencente à família Fabaceae.
De destacar a Robinia pseudoacacia, uma espécie endêmica dos Estados Unidos, mas naturalizada em outras regiões da América do Norte, Europa, África do Sul e Ásia. Em algumas áreas, é considerada uma espécie invasora.

## Classificação do gênero
| Sistema | Classificação                      | Referência               |
| ------- | ---------------------------------- | ------------------------ |
| Linné   | Classe Diadelphia, ordem Decandria | Species plantarum (1753) |